# Guy Leclair
Cet article possède un paronyme, voir Guy Leclercq.
Pour les articles homonymes, voir Guy l'éclair et Leclair.
Guy Leclair (né le 9 mai 1968 à Salaberry-de-Valleyfield) est un homme politique québécois. 
À la suite de l'élection générale québécoise de 2008, il devient député de la circonscription de Beauharnois à l'Assemblée nationale du Québec, sous la bannière du Parti québécois, succédant à Serge Deslières. Il est réélu au scrutin général de 2012 jusqu'en 2018.

## Biographie
Guy Leclair détient un diplôme d'études collégiales en technique d'instrumentation et de contrôle de l'Institut Teccart. Il est employé de la société Xstrata en tant que technicien en électronique industrielle de 1989 à 2008. Il est conseiller municipal du district Georges-Leduc à Salaberry-de-Valleyfield pour une courte période en 2008. 
Le 4 septembre 2018, les médias annoncent que Guy Leclair a été arrêté pour conduite en état d'ébriété et refus de passer l'alcootest. Ce dernier aurait été arrêté la nuit du 13 juillet 2018, à l'occasion des Régates de Valleyfield. 2 jours plus tard, Guy Leclair annonce qu'il retire sa candidature pour l'élection du 1er octobre 2018. 

## Action politique
Guy Leclair annonce une aide financière accordée en 2013 aux bibliothèques publiques autonomes de treize municipalités du Suroît dont neuf dans la presqu'île de Vaudreuil-Soulanges et en 2014 pour la restauration de patrimoine religieux dans le Suroît.